# Маріс Верпаковскіс
Маріс Верпаковскіс (латис. Māris Verpakovskis, *15 жовтня 1979, Лієпая) — колишній латвійський футболіст, нападник, гравець збірної Латвії, у складі якої був учасником Євро-2004, де забив єдиний гол своєї команди. Футболіст року в Латвії (2003, 2004).

## Біографія
Верпаковскіс розпочав свою кар'єру в латвійському клубі «Металургс» (Лієпая), за який грав з 1995 по 2001 рік. Найбільшим успіхом за цей час був вихід у 1998 році клубу у фінал Кубка Латвії. У 2001 році Маріс перейшов в інший латвійський клуб — «Сконто» (Рига), за який забив 41 гол в 77 матчах. Цей період став піком його кар'єри і наприкінці 2003 року він підписав контракт з «Динамо» (Київ). Верпаковскіс швидко завоював місце в основному складі. Але, після того, як він був названий найкращим гравцем «Динамо» 2004 року за версією вболівальників, його кар'єра пішла на спад, зокрема, через конфлікт з тодішнім тренером «Динамо» — Йожефом Сабо. Всього за «Динамо» латвієць зіграв у Вищій лізі 49 матчів, в яких забив 11 голів. У складі київської команди він виграв чемпіонат України у 2004 році, а також став дворазовим володарям Кубка України в 2005 і 2006 році.
У 2007 році Верпаковскіс перейшов на правах оренди в «Хетафе». Ініціатором його переходу став тренер іспанців Бернд Шустер, колишній головний тренер «Шахтаря», який запримітив Маріса в матчах проти «Динамо». Однак, через високу конкуренцію за місце в стартовому складі, Верпаковскіс не отримав шанс показати себе. Оренда закінчилася, Шустер перейшов в Реал Мадрид, а «Хетафе» не проявило інтересу до викупу контракту. Кияни просили за гравця 3 мільйони євро, а іспанці обмежувалися максимум двома. Тому, Маріс в 2007 році був орендований «Хайдуком», разом з одноклубниками Флоріном Чернатом і Гораном Саблічем. За «Хайдук» Верпаковскіс провів непоганий сезон, забивши 5 м'ячів у 18 матчах. Проте, на початку 2008 року отримав перелом ноги і майже не грав залишок орендного терміну за клуб. Влітку 2008 року ненадовго повернувся до Києва, проте незабаром на сезон 2008-09 був відданий в оренду «Сельті». У 2009 році Верпаковскіс продовжив контракт з «Динамо» (Київ) до 2012 року, яке відразу віддало гравця на 2 роки в оренду «Ерготелісу».
30 червня 2011 року підписав контракт з азербайджанським «Баку» за схемою 1+1.
31 січня 2013 року з'явилася інформація про те, що Верпаковскіс підписав з «Ерготелісом» контракт, що мав скінчитися 30 червня того ж року.
23 січня 2014 року було оголошено про те, що Верпаковскіс став президентом новоствореного футбольного клубу «Лієпая». 25 січня 2014 року у грецьких ЗМІ з'явилися повідомлення про те, що найближчим часом він завершить кар'єру, проте Маріс став граючим президентом і 20 квітня дебютував за команду у матчі чемпіонату проти «Даугави» (Рига) (1:0). Всього у сезоні 2014 року він зіграв за команду 9 матчів і забив гол у ворота команди МЕТТА/ЛУ (4:1), а команда за підсумками сезону зайняла 4 місце.
7 листопада 2015 року Верпаковскіс провів свою останню гру у кар'єрі в матчі чемпіонату проти «Даугавпілса», який завершився перемогою команди Маріса з рахунком 1:0. Сам нападник з'явився на полі на 52-й хвилині матчу. Це була єдина поява Верпаковскіса на полі в чемпіонаті Латвії в сезоні 2015. Тим не менш, Маріс став володарем золотої медалі, так як його команда посіла перше місце у турнірі.

### Збірна
Дебютував за збірну Латвії в 1999 році. Брав участь у кваліфікаціях до чемпіонату Європи 2000 року і чемпіонату світу 2002 року. У 2003 році разом зі збірною досяг найбільшого успіху латвійського футболу — збірна Латвії пробилась у фінальну частину Чемпіонату Європи 2004, пройшовши кваліфікацію, в якій Маріс став найкращим бомбардиром команди з 6 голами в 10 матчах. Крім того, він забив по голу в обох матчах плей-офф проти збірної Туреччини. На турнірі в Португалії Верпаковскіс став автором історичного — першого голу збірної Латвії на чемпіонатах Європи, забивши збірній Чехії у першому ж матчі. Щоправда, після цього збірна Латвії більше не забила жодного м'яча, тому Верпаковскіс є єдиним гравцем збірної, який забив гол у фінальних стадіях Чемпіонатів Європи. Надалі, Маріс продовжив бути основним голеодором національної команди, ставши найкращим бомбардиром збірної у кваліфікаціях 2006, 2008 та 2010 років.
Останню гру за збірну провів на Кубку Балтії 2014 року, вийшовши у стартовому складі в півфіналі проти збірної Естонії і був замінений на 11 хвилині матчу. Цей матч став 104 для Маріса за збірну Латвії, у складі якої він забив 29 голів — найбільше в історії місцевого футболу.

## Інше
У 2014-2018 роках був президентом футбольного клубу «Лієпая».

## Досягнення

### Командні
«Металург» Лієпая
- Срібний призер чемпіонату Латвії: 1998, 1999.
- Бронзовий призер чемпіонату Латвії: 2000.
- Фіналіст Кубку Латвії: 1998, 2000.

 «Сконто» Рига
- Чемпіон Латвії (3): 2001, 2002, 2003.
- Володар Кубка Латвії (2): 2001, 2002.
- Фіналіст Кубка Латвії: 2003.

 «Динамо» Київ
- Чемпіон України (1): 2003/04.
- Срібний призер чемпіонату України: 2005, 2005/06.
- Володар Кубка України (2): 2004/05, 2005/06.

 «Хетафе»
- Фіналіст Кубка Іспанії: 2006/07.

 «Баку»
- Володар Кубка Азербайджану (1): 2011/12.

 «Лієпая»
- Чемпіон Латвії (1): 2015.

 Збірна Латвії
- Володар Кубку Балтії (4): 2001, 2003, 2008, 2014.

### Особисті
- Футболіст року в Латвії (2): 2003, 2004.
- Людина року в Литві 2003–2004[12]
- Гравець року в «Динамо» (Київ): 2004[13]
- Найкращий бомбардир в історії збірної Латвії (29 голів)